# Краснобережская Слободка
Краснобережская Слободка (бел. Чырвонабярэжская Слабодка) — деревня в Краснобережском сельсовете Жлобинского района Гомельской области Белоруссии.

## География

### Расположение
В 15 км на северо-запад от Жлобина, 2 км от железнодорожной станции Красный Берег (на линии Бобруйск — Жлобин), 108 км от Гомеля.

## Гидрография
На реке Добосна (приток реки Днепр).

## История
В 1925 году работала школа. В 1930 году  в Краснобережской Слободке организован колхоз "Красный коммунар", куда вошла и станция Красный Берег.  Во время Великой Отечественной войны оккупанты сожгли 6 дворов. 20 жителей погибли на фронте. Согласно переписи 1959 года в составе совхоза "Малевичи". С образованием в 1964 году совхоза «Краснобережский» деревня Краснобережская Слободка вошла в его состав.(центр — деревня Красный Берег).

## Население

### Численность
- 2004 год — 41 хозяйство, 81 житель.